# Cobija
Cobija är en stad i norra Bolivia. Staden ligger cirka 600 kilometer norr om La Paz i Amazonas flodområde vid gränsen mot Brasilien. Den är huvudstad i departementet Pando och ligger 280 meter över havet vid Acrefloden mitt emot den brasilianska staden Brasiléia. Klimatet är tropiskt och området är det nederbördsrikaste i Bolivia. Temperaturen ligger nästan alltid över 26 grader Celsius.
Cobija hade 42 849 invånare vid folkräkningen år 2012. Det är en universitetsstad med två flygplatser. Staden är sammanlänkad med en väg som går till El Choro i departementet Beni.
Staden grundades 1906 av överste Enrique Cornejo under namnet Bahía och fick sitt nuvarande namn 1908 till minne av den tidigare bolivianska kuststaden Cobija, som har tillhört Chile sedan salpeterkriget. Cobija hade ett ekonomiskt uppsving på 1940-talet tack vare gummiindustrin, men när den lades ner avfolkades staden.
Staden har en flygplats.